# Charles Gayle
Charles Gayle (Buffalo, 28 febbraio 1939 – New York, 7 settembre 2023) è stato un musicista, polistrumentista e docente statunitense di free jazz. Inizialmente noto come sassofonista, salito alla ribalta negli anni '90 dopo decenni di oscurità, Gayle si è esibito anche come pianista, clarinettista basso, bassista e percussionista

## Biografia
Charles Gayle nacque il 28 febbraio 1939 a Buffalo, New York. Era spesso restio a parlare di sé durante le interviste, per cui molti dettagli della sua vita sono incerti. Ha insegnato per un breve periodo musica all'Università di Buffalo prima di trasferirsi a New York nei primi anni '70.
È stato un senzatetto per circa vent'anni, suonando il sassofono agli angoli delle strade e sulle banchine della metropolitana di New York. A questo proposito raccontava di aver deciso consapevolmente di diventare un senzatetto: "Dovevo liberarmi della mia storia, della mia vita, tutto doveva fermarsi lì e, se sopravvivi, bene ma se non ce la fai, non ce la fai. Non posso pagare l'affitto, i lavori saltuari, le stanzette, i gratta e vinci e tutto il resto, no!". Allo stesso tempo, questo consentiva a Gayle di dedicare la maggior parte del suo tempo alla musica, anche se spesso guadagnava meno di 3 dollari al giorno suonando per strada:
Quando Gayle si mise in strada per la prima volta, non immaginava che sarebbe rimasto senza casa così a lungo, anche se stima che questo periodo sia durato più di quindici anni che di venti.

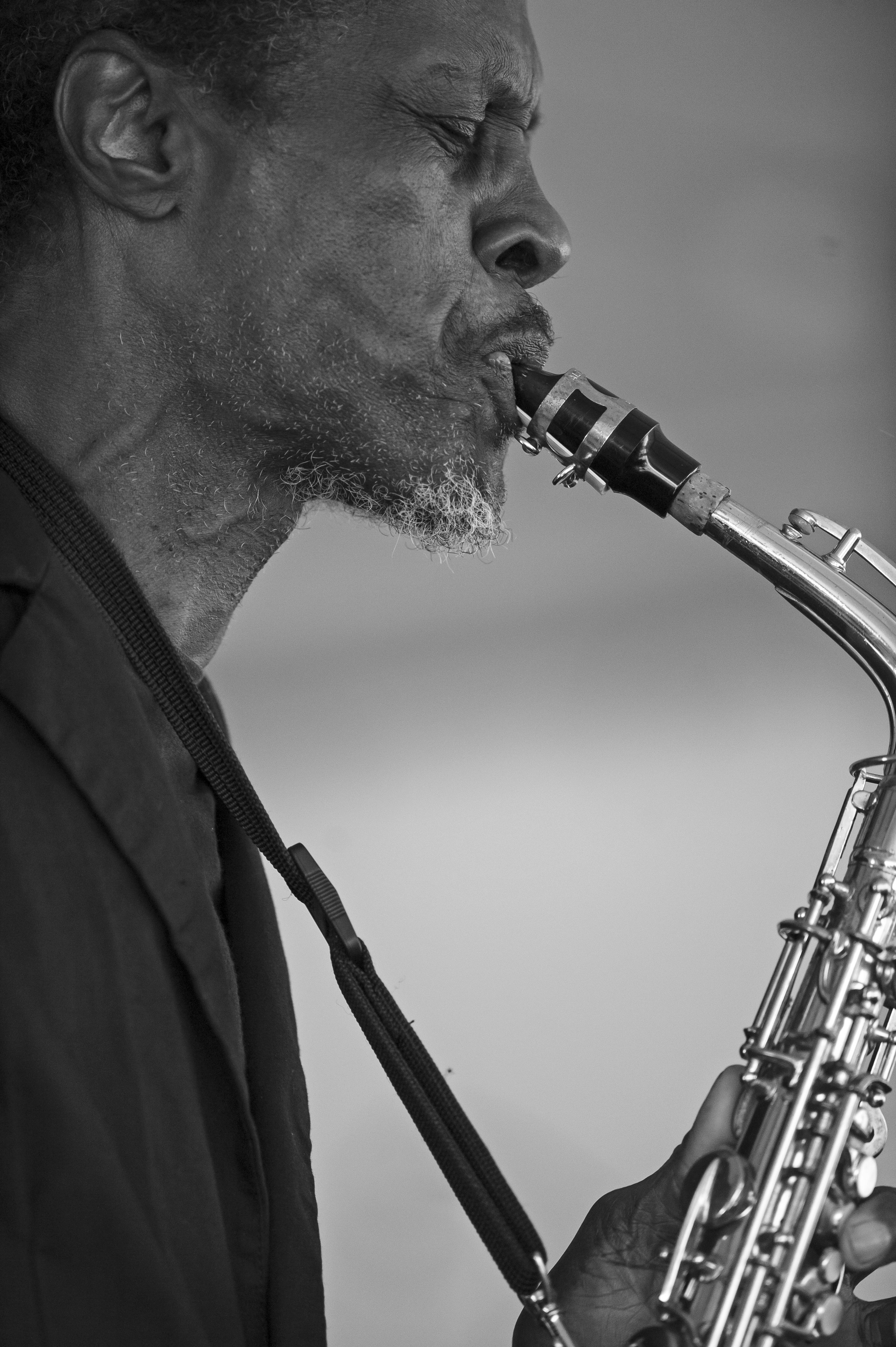
Charles Gayle al CareFusion Jazz Festival di Newport nel 2009

Nel 1988 raggiunse la fama grazie a un trio di album registrati in una settimana e pubblicati dall'etichetta svedese Silkheart Records. Da allora diventò una figura di spicco del free jazz, incidendo per etichette come Black Saint/Soul Note, Knitting Factory Records, FMP e Clean Feed. Ha anche insegnato musica al Bennington College.
La musica jazz di Gayle è spirituale, intende esprimere le sue convinzioni religiose e si ispira fortemente all'Antico e al Nuovo Testamento. Gayle ha spiegato: “Voglio che le persone si godano la musica e se questa, in qualche modo, può suggerire qualcosa sul Signore, a loro beneficio, questo sarà il primo dei miei pensieri”. Ha dedicato esplicitamente diversi album a Dio. La sua infanzia è stata influenzata dalla religione e le sue radici musicali risalgono alla musica gospel nera. Si è esibito e ha registrato con Cecil Taylor, William Parker e Rashied Ali. Forse il lavoro più famoso di Gayle è l'album Touchin' on Trane (FMP) con Parker e Ali, che ha conseguito il riconoscimento “Crown” dalla Penguin Guide to Jazz. Dopo il 1990 Charles Gayle compose, eseguì e registrò frequentemente jazz sacro nell'idioma del free jazz suonando numerosi strumenti con vari musicisti jazz.
Sebbene avesse creato la sua reputazione principalmente come sassofonista tenore, si era sempre più spesso dedicato ad altri strumenti, in particolare al pianoforte, il suo strumento di partenza, al violino, al clarinetto basso e al sassofono contralto. In modo più controverso, nei suoi concerti aveva talvolta incluso lunghi discorsi al pubblico che toccavano le sue convinzioni politiche e religiose: “Capisco che quando si inizia a parlare di fede o di religione, si voglia tenerla in una scatola, ma io non ho intenzione di farlo. Non perché mi stia avvantaggiando di essere un musicista, sono lo stesso ovunque e la gente deve capirlo”. Gayle si è talvolta esibito come mimo, “Streets the Clown”. “Streets significa per me, innanzitutto, una libertà da Charles. Non sono bravo ad essere al centro dell'attenzione.... È una liberazione da Charles, anche se sul palco ci sono io, è una persona diversa”.
Nel 2001 Gayle registrò un album intitolato Jazz Solo Piano. L'album consisteva per lo più di standard jazz semplici e rappresentava una risposta ai critici che accusano i musicisti di free jazz di non saper suonare il bebop. Nel 2006 Gayle pubblicò un secondo album di piano solista, questa volta con materiale originale, intitolato Time Zones.
Gayle appare nel documentario sul jazz del 1985, “Rising Tones Cross”, diretto da Ebba Jahn. Lo si vede suonare con Rashied Ali, Marilyn Crispell e molti altri e venne intervistato.
Charles Gayle è morto a Brooklyn, New York, il 7 settembre 2023, all'età di 84 anni. Aveva sofferto di complicazioni del morbo di Alzheimer.

## Discografia

### Come conduttore o collaboratore
- Always Born (Silkheart, 1988)
- Homeless (Silkheart, 1989)
- Spirits Before (Silkheart, 1988)
- Repent (Knitting Factory, 1992)
- More Live at the Knitting Factory (Knitting Factory, 1993)
- Touchin' on Trane (FMP, 1993)
- Consecration (Black Saint, 1993)
- Raining Fire (Silkheart, 1993)
- Translations (Silkheart, 1993)
- Live at Disobey (Blast First, 1994)
- Kingdom Come (Knitting Factory, 1994)
- Unto I Am (Victo, 1995)
- Testaments (Knitting Factory, 1995)
- Delivered (2.13.61, 1997)
- Berlin Movement from Future Years (FMP, 1997)
- Solo in Japan (PSF, 1997)
- Daily Bread (Black Saint, 1998)
- Ancient of Days (Knitting Factory, 1999)
- Abiding Variations (FMP, 1999)
- Jazz Solo Piano (Knitting Factory, 2001)
- Precious Soul (FMP, 2001)
- No Bills (Long Arms, 2005)
- Shout! (Clean Feed, 2005)
- Time Zones (Tompkins Square, 2006)
- Live at Glenn Miller Cafe (Ayler, 2006)
- Consider the Lilies (Clean Feed, 2006)
- Blue Shadows (Silkheart, 2007)
- Forgiveness (Not Two, 2008)
- Live at Crescendo (Ayler, 2008) con By Any Means (Gayle, William Parker, e Rashied Ali)
- Our Souls: Live in Vilnius (NoBusiness, 2010)
- Streets (Northern Spy, 2012)
- Look Up (ESP Disk, 2012)
- Christ Everlasting (For Tune, 2015)
- Solar System (For Tune, 2017)
- Seasons Changing (Otoroku 2019)
- The Alto Sessions (El Negocito, 2019)

### Come sideman
- Sunny Murray, Illuminators (Audible Hiss, 1996)
- William Parker, Requiem (Splasc(H), 2006)
- William Parker. For Those Who Are, Still (Aum Fidelity 2015) Charles Gayle on Disc Three.
- Henry Rollins, Everything (2.13.61, 1996)
- Henry Rollins, Weighting (2.13.61, 2003)
- Sirone and Billy Bang, Configuration (Silkheart, 2005)
- Cecil Taylor, Always a Pleasure (FMP, 1996)